# Siempre en mi mente (álbum de Juan Gabriel)
Siempre en mi Mente es el décimo álbum de estudio del cantautor mexicano Juan Gabriel, lanzado al mercado por RCA Records el 26 de febrero de 1978.  Vuelve a las baladas, y el disco con arreglos de Chucho Ferrer, arreglista de cabecera de la RCA vuelve a ser nuevamente un éxito rotundo.
El tema “Siempre en mi mente” llega a centro y Sudamérica y en Puerto Rico se coloca 3 meses en el primer lugar de popularidad. Situación que motiva a Juan Gabriel a presentarse por primera vez en dicho país.
El disco nuevamente cuenta con temas que anteriormente habían sido grabados por otros artistas y con temas inéditos, totalmente un disco de balada pop, con temas románticos y del que se promociona la canción que le da título al disco.
Compone el tema “María José” para la hija menor de Lucha Villa, a quien también le dedica el tema “Canta, vive y sueña”. Para su entonces mánager María de la Paz Arcaraz escribe el tema “Como me haces falta tú”, cuya dedicatoria se escucha al inicio del tema.
Es un disco donde ya está plasmado el estilo peculiar de Juan Gabriel para cantar sus canciones, para darle vida al amor y a la fantasía. El tema “Extraño tus ojos” adquiere una nueva dimensión en su voz y se vuelve un clásico del repertorio, inclusive en sus shows, en donde en la década de los 90´s era pieza fundamental.

## Lista de canciones
| N.º | Título                   | Duración |  |
| 1.  | «Siempre en mi mente»    | 3:25     |  |
| 2.  | «María José»             | 3:28     |  |
| 3.  | «Extraño tus ojos»       | 5:50     |  |
| 4.  | «Canta, vive y sueña»    | 2:34     |  |
| 5.  | «Lágrimas tristes»       | 3:04     |  |
| 6.  | «Denme un ride»          | 2:52     |  |
| 7.  | «Adiós, cariño»          | 2:51     |  |
| 8.  | «Mi oración»             | 3:38     |  |
| 9.  | «Cómo me haces falta tú» | 2:46     |  |
| 10. | «Adiós»                  | 4:10     |  |